# قضية سيد أحمد غلام
تتعلق قضية سيد أحمد غلام (بالفرنسية: Affaire Sid Ahmed Ghlam) بقيام المواطن الجزائري سيد أحمد غلام باغتيال أوريلي شاتلين عام 2015 والتخطيط لهجوم على كنيسة بفيلجويف في فرنسا. في نوفمبر 2020، حكمت محكمة باريس على غلام بالسجن مدى الحياة.

## القضية
في 19 أبريل 2015، عُثر على مدربة الرقص أوريلي شاتلين مقتولة بالرصاص في سيارتها المحترقة بفيلجويف في فال دو مارن خارج باريس. بعد فترة وجيزة، طلب سيد أحمد غلام، وهو طالب جزائري، المساعدة الطبية في باريس لإصابته برصاصة في أحد ذراعيه. أثار سلوكه الشكوك، مما دفع السلطات الفرنسية إلى فحص سيارته، وهي سيارة رينو ميجان حيث عثروا على بندقية كلاشينكوف ومسدس وسترة واقية من الرصاص. كما عثروا في شقته على ثلاث بنادق كلاشينكوف وسلاح آخر. تم اعتقاله في المستشفى.
دفعت المعلومات التي تم العثور عليها في منزل غلام وعلى هاتفه الشرطة إلى الاعتقاد بأنه كان يخطط لهجوم فوري على كنيسة بتعليمات من رجل يتحدث الفرنسية في سوريا. كان غلام، بحسب الشرطة، في تركيا في فبراير من نفس العام، وأعرب في ذلك الوقت عن رغبته في الذهاب إلى سوريا. كانت الشرطة قد حذرته عندما عاد من تركيا، لكن السلطات لم تعتبره خطرًا أمنيًا جسيمًا.
بعد أيام من الحادث، وُجهت إلى غلام تهمة القتل العمد والشروع في القتل والاشتراك مع مجرمين بهدف ارتكاب جرائم ضد أشخاص وجرائم أخرى «مرتبطة بمنظمة إرهابية». ذكرت صحيفة لو موند أن اعتقال غلام منعه من متابعة أهدافه التالية، والتي من المحتمل أن تكون كنيستي فيليجويف و / أو كنيسة القلب المقدس.
تم العثور على الحمض النووي لغلام في شاتلين وفي السيارة التي ماتت فيها. لم تحدد السلطات دافعًا واضحًا للقتل. في البداية، أشاروا إلى أن غلام ربما حاول سرقة سيارتها. الدافع المحتمل الآخر الذي تم طرحه هو أن غلام ربما ظنها مسؤولًا آخرًا يتجسس عليه. أَطلق الرصاص عليها من خارج السيارة. لقد دفع غلام ببراءته من القتل.

## المحاكمة والإدانة
بدأت المحاكمة في 5 أكتوبر 2020. أثناء المحاكمة قال غلام إنه كان في طريقه للتخلص من التطرف وقال إنه نادم على رحلته. لكن الأسماء الوحيدة التي قدمها للمحققين كانت لأشخاص ماتوا بالفعل. في نوفمبر 2020، أُدين غلام بقتل أوريلي شاتلين والتحضير لهجوم على كنيسة في فيلجويف وحُكم عليه بالسجن المؤبد مع عدم وجود فرصة للإفراج المشروط لمدة 22 عامًا على الأقل وحظر دخول الأراضي الفرنسية مدى الحياة عند إطلاق سراحه. قال محاميه إنهم سيستأنفون الحكم.
وبحسب لو موند، فإن المحاكمة ألقت الضوء على الدور الذي لعبه منظمو تنظيم الدولة الإسلامية واللوجستيون الذين يساعدون المهاجمين. وإلى جانب غلام، حكم على رابح بوقاومة، الذي تعتبره المديرية العامة للأمن الداخلي باعتباره كبير لوجيستي الهجوم، بالسجن 30 عامًا. كما حكم على الشريك الثالث فريد براهامي بالسجن 25 عاما لاتصاله ببوقاومة وبيعه السترات الواقية من الرصاص.